# (33758) 1999 RY55
1999 RY55 (asteroide 33758) é um asteroide da cintura principal. Possui uma excentricidade de 0.09756490 e uma inclinação de 10.57509º.
Este asteroide foi descoberto no dia 7 de setembro de 1999 por LINEAR em Socorro.